# 仙台市立栗生小学校
仙台市立栗生小学校（せんだいしりつくりうしょうがっこう）は宮城県仙台市青葉区栗生六丁目にある公立小学校。

## 所在地
- 宮城県仙台市青葉区栗生六丁目6-1

## 沿革
- 1992年4月 - 広瀬小学校から分離、開校した[1]。

広瀬小学校は栗生小学校を分離する前その当時県内一のマンモス校だった。分離後も一時期は児童が減ったものの、錦ヶ丘ニュータウンの住民が増えたため再び県内一のマンモス校となり、2009年4月にさらに愛子小学校が分離、開校となった。

## 学区
- 学区は栗生団地、落合地区、下愛子の一部である[2]。

## 卒業後
- 大部分は広瀬中学校へ進学するも、一部は折立中学校へ進学する[2]。

## 主な卒業生
- 斉田倫輝 - ラグビー選手

NTT Communications ShiningArcs 所属
-ジュニアジャパン・U20日本代表
- 相原和友（野球選手、2013年東北楽天ゴールデンイーグルスドラフト第7位指名）
- 嶺岸光 - プロサッカー選手（サッカーフィリピン代表）
- uwabami(絵本作家。しゅばばばばばばばびじゅつかん等の代表作がある